# 愛媛経済レポート
株式会社愛媛経済レポート（えひめけいざいレポート）は、愛媛県松山市千舟町に本社を置く出版社。経済専門雑誌「週刊愛媛経済レポート」などを出版している。

## 沿革
- 1973年
  - 9月 - 会社設立。
  - 11月 - 旬刊紙（月3回）で発刊。
- 1974年2月 - 第三種郵便物許可。
- 1981年9月 - 旬刊誌から週刊誌へ移行。
- 2009年9月 - 「えひめ業界地図」創刊。
- 2013年4月 - 愛媛新聞社と県内経済情報を提供する有料経済サイト「愛媛の経済サイトE4（いーよん）」を共同で開設することで業務提携[1]。
- 2016年3月 - 本社を松山市三番町6から現住所に移転。
- 2018年8月 - 就活支援サイト「愛媛シゴト図鑑」開設。

## 出版物
- 週刊愛媛経済レポート
- 愛媛の会社年鑑
- えひめ業界地図